# Plattenhammer (Stolberg)

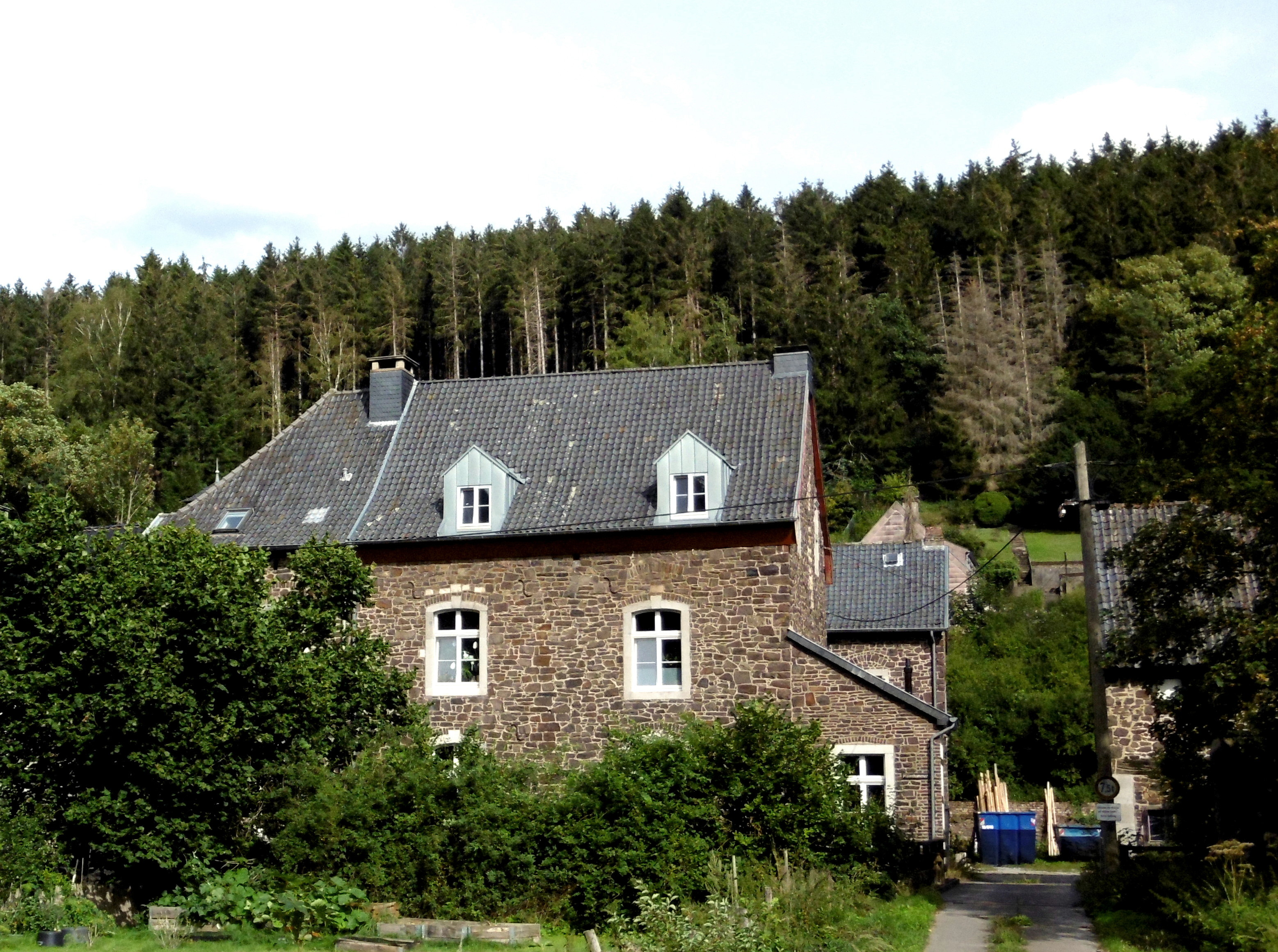
Platenhmmer (2020)

Plattenhammer oder Platenhammer war ein Reitwerk auf dem Gebiet der heutigen Stadt Stolberg (Rhld.) beim Stadtteil Vicht. Hier lebte die erfolgreichere Linie der Familie Hoesch. Erhalten sind noch ein Wohn-, mehrere Wirtschaftsgebäude und zwei Frischeöfen.

## Historisches
Der Platenhammer wurde 1664 von Katharina Hoesch, geb. Prym (1610–1681), der Witwe des Jeremias II. Hoesch auf Junkershammer gegründet, um ihren Söhnen Jeremias III. (1641–1716) und Wilhelm (1642–1704) jeweils ein eigenständiges Werk zur Existenzsicherung zu überlassen. Während Jeremias den Junkershammer erbte, erhielt Wilhelm den Platenhammer zugesprochen, den er mit einer Schmiede und einen zusätzlichen Reckhammer erweiterte und auf dessen Areal er ein prächtiges Herrenhaus erbauen ließ. Im Jahre 1724 kam noch durch Wilhelms Söhne Leonhard (1684–1761) und (Philipp) Wilhelm (1686–1756) ein weiter Reckhammer hinzu, der nun Neuenhammer genannt wurde und der mit dem Platenhammer als erweiterte Hofanlage gemeinschaftlich betrieben wurde. Während der Platenhammer in Besitz der Nachkommen von Philipp Wilhelm I. verblieb, wurde der Neuenhammer nur bis etwa Mitte des 18. Jahrhunderts von Leonhards vierten Sohn, Jeremias VI. (1737–1803) geführt. Durch die Heirat dessen Tochter Elisabeth (1773–1824) mit dem Besitzer des Platenhammers, Philipp Wilhelm II. Hoesch (1766–1823), und den Wegzug ihres Bruders Leonhard Wilhelm Ludolf Hoesch (1784–1851) nach Wuppertal, wurde der Neuenhammer schließlich gemeinsam mit dem Platenhammer noch bis etwa der Mitte des 18. Jahrhunderts betrieben und verwaltet.
Auf Dauer entwickelte sich jedoch durch Konkurrenzgebaren und Ärger über die Aufteilung der nur begrenzt verfügbaren Wasserkraft sowie der gemeinsamen Nutzung eines Hochofens und der Schneidmühle unüberbrückbare Kontroversen zwischen den Familienzweigen vom Platenhammer und Junkershammer, die teilweise bis zum Reichskammergericht ausgetragen wurden und die Familien sowie deren Nachkommen dauerhaft entzweiten. Der Platenhammer selbst, der später auch zur Messingverarbeitung genutzt wurde, verblieb noch vier Generationen weiter bis zum Tod des letzten Besitzers, Johann Philipp II. Hoesch (1834–1885) in diesem Familienzweig. Danach wurde er schließlich verkauft. 

## Restaurierung
Die beiden stark verfallenen Frischöfen wurden 1963 durch den Landschaftsverband Rheinland restauriert, und 1968 wurde die alte Bogenbrücke durch eine Betonbrücke ersetzt.